# 卡斯塔涅托-卡杜奇
卡斯塔涅托-卡杜奇（義大利語：Castagneto Carducci），是意大利托斯卡纳大区利佛诺省的一个市镇。总面积142平方公里，人口8850人，人口密度62.3人/平方公里（2009年）。ISTAT代码为049006。